# Synagoge Kochendorf

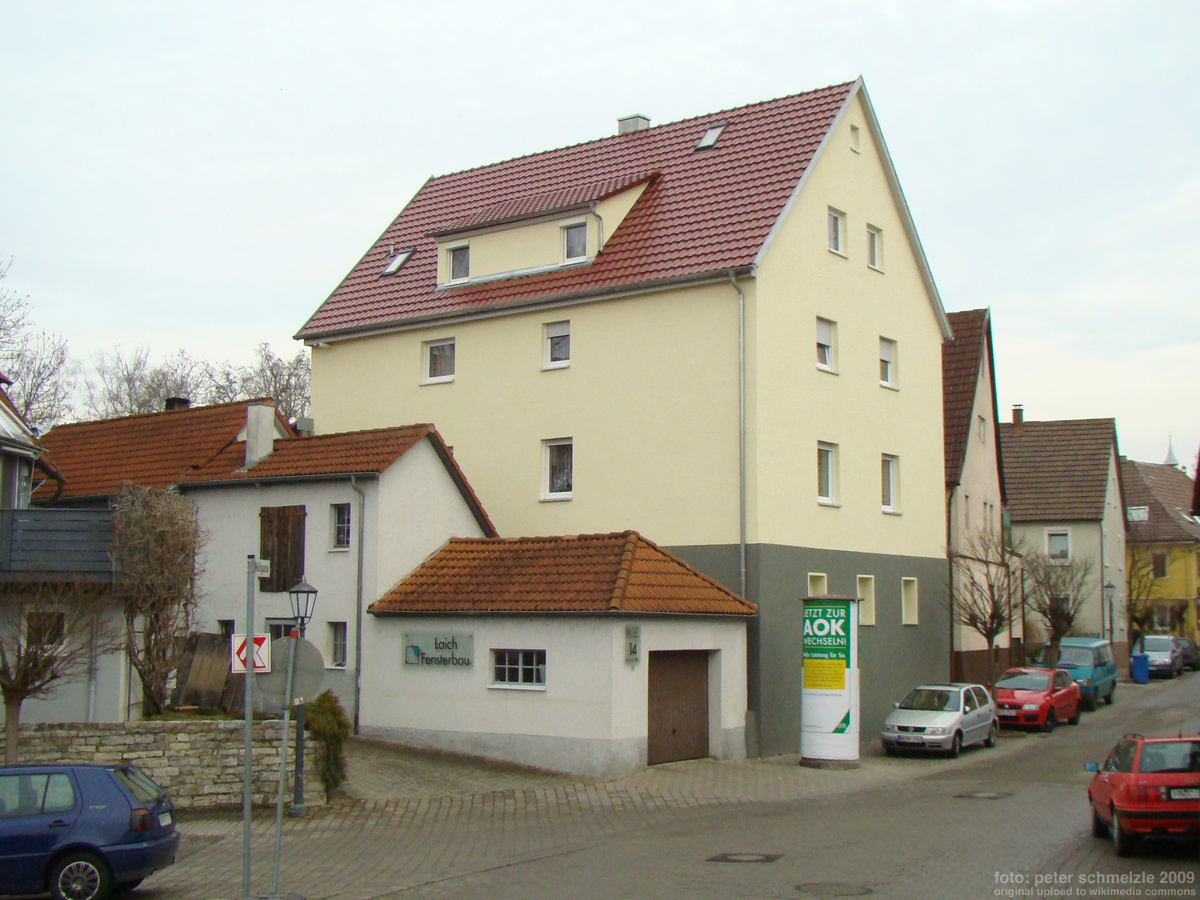
Die ehemalige Synagoge in Kochendorf wird heute als Wohnhaus genutzt

Die Synagoge in Kochendorf, einem Stadtteil von Bad Friedrichshall im Landkreis Heilbronn im nördlichen Baden-Württemberg wurde 1806 von der Jüdischen Gemeinde Kochendorf erbaut. Das Haus wurde 1925 im Zuge der Auflösung der jüdischen Gemeinde an die evangelische Kirchengemeinde verkauft, die es später an privat weiterveräußerte. An die einstige Verwendung als Synagoge erinnert eine Informationstafel an dem heute als Wohnhaus dienenden Gebäude.

## Geschichte
In Kochendorf bestand bereits im 18. Jahrhundert eine Synagoge der jüdischen Gemeinde. Ihr Standort ist nicht bekannt, es könnte sich durchaus um den Vorgängerbau der neuen Synagoge in der Mühlstraße 12 gehandelt haben, die 1806 durch die jüdische Gemeinde errichtet wurde. Der Betsaal war im ersten Stock des Gebäudes, im Keller befand sich wohl eine Mikwe (rituelles Bad), da nach einem Erlass des württembergischen Ministeriums des Inneren an die Oberämter Heilbronn, Neckarsulm und Weinsberg von 1821 nachgefragt wurde, ob eine Vorrichtung zur Erwärmung des Badewassers vorhanden sei. 
Das Gebäude wurde 1872 renoviert, wobei die durch die Errichtung des eigenen Jüdischen Friedhofs Kochendorf finanziell stark belastete jüdische Gemeinde bei der Gemeinde Kochendorf um einen Zuschuss zu den Renovierungskosten von 1000 Gulden gebeten hat. Nach dem Niedergang der jüdischen Gemeinde durch Ab- und Auswanderung seit der zweiten Hälfte des 19. Jahrhunderts kam das Gebäude 1925 an die evangelische Kirchengemeinde. Diese hat es später an privat verkauft. Danach wurde die Synagoge zum Wohnhaus umgebaut, wobei das Gebäude um ein Stockwerk aufgestockt wurde.